# Buciumeni (župa Galați)
Buciumeni je  obec v župě Galați v Rumunsku. Žije zde přibližně 2 200 obyvatel. Součástí obce jsou i tři okolní vesnice.

## Části obce
- Buciumeni – 992 obyvatel
- Hănțești – 435 obyvatel
- Tecucelu Sec – 373 obyvatel
- Vizurești – 356 obyvatel